# Wochenende an der Jade

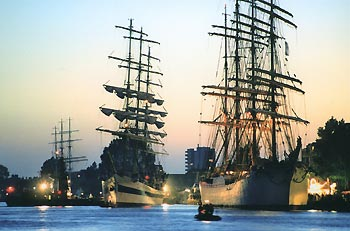
Schiffsparade

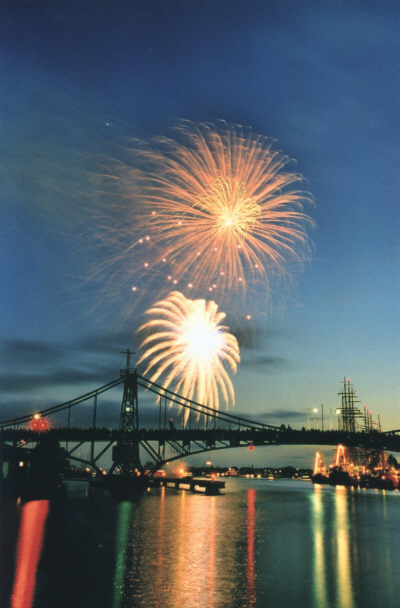
Feuerwerk

Das Wochenende an der Jade (WadJ) ist ein jährlich am ersten Juli-Wochenende stattfindendes Volksfest in Wilhelmshaven.

## Geschichte
Bereits ab 1950 veranstaltete die Stadt Wilhelmshaven jährlich ein Strandfest mit einem abendlichen Großfeuerwerk auf See. Es war der Höhepunkt der Wilhelmshavener Badesaison und lockte 3.500 Zuschauer an den Wilhelmshavener Südstrand. Ab Mitte der 1950er wurde aus dem Abend ein „Tag an der Jade“. 1965 feierte man den „Tag an der Jade“ wegen Bautätigkeiten an der Kaiser-Wilhelm-Brücke nicht wie gewohnt am Südstrand, sondern an mehreren Stellen in der Stadt und am Wilhelmshavener Geniusstrand, auch dort mit einem Abschlussfeuerwerk, das 30.000 Zuschauer erlebten.
Ab 1966 wurde aus dem „Tag an der Jade“ dann das „Wochenende an der Jade“. Von 1975 bis 1983 feierte man das „Wochenende an der Jade“ nicht mehr am Südstrand, sondern feierte rund um den Rathausplatz. Außerdem erfolgte eine Verlagerung der Ausrichtung auf mehr internationale Themen. So stand 1975 das 1. internationale „Wochenende an der Jade“ im Zeichen der Städtepartnerschaft mit der französischen Stadt Vichy. 1976 fand das Fest im Zeichen von „200 Jahre USA“ statt, 1977 war Polen zu Gast, 1978 folgte Österreich, 1979 Großbritannien. Ab 1979 weitete sich das „Wochenende an der Jade“ auch räumlich immer weiter aus. Nicht nur am Rathausplatz wurde gefeiert, sondern erstmals auch an anderen Örtlichkeiten, z. B. mit dem „Windfest“ am Freizeitzentrum Pumpwerk. 1980 stellte sich Ungarn in der Jadestadt vor, 1981 war Finnland an der Reihe und 1982 wählte man das Motto „Gute Freundschaft und Nachbarschaft zur Provinz Groningen“ und hatte den Nachbarn Niederlande zu Gast. Das Jahr 1983 beging man nicht mit einem internationalen Thema, sondern ging 600 Jahre zurück in die Vergangenheit. „600 Jahre Sibetsburg“ wurden u. a. mit einem mittelalterlichen Ritterturnier gefeiert.
Ab 1984 wechselte das inzwischen auch überregional bekannte Volksfest an der Jade seinen Charakter und wurde durch den Umzug an den Großen Hafen mehr zu einem Hafenfest. An die 300.000 Besucher fanden ihren Weg zu den neuen Veranstaltungsorten rund um den Großen Hafen. Am Bontekai machte mit dem norwegischen Dreimastschiff Sørlandet das erste Traditionssegelschiff fest. Mit diesem Umzug änderte sich auch der Veranstaltungstermin, der 1984 erstmals auf dem ersten Juli-Wochenende lag und der seitdem eine festgesetzte Größe im Wilhelmshavener Veranstaltungskalender ist. Das „Wochenende an der Jade“ hat in den folgenden Jahren immer mehr Besucher nach Wilhelmshaven gezogen. 1999 feierte man den bisherigen Besucherrekord mit 385.000 Besuchern. Dabei verlagerte sich der Veranstaltungsschwerpunkt immer mehr auf maritime Themen. Feste Größen im Veranstaltungsprogramm sind immer die in Wilhelmshaven stationierten Marineeinheiten und das Marinearsenal.
2019 fand ausnahmsweise kein Wochenende an der Jade statt. An dessen Stelle fand in Wilhelmshaven der „Tag der Niedersachsen“ als Höhepunkt des 150-jährigen Stadtjubiläums statt.

## Themen zum „Wochenende an der Jade“
Das „Wochenende an der Jade“ steht in der Regel unter einem Motto, das die verschiedenen Einzelveranstaltungen thematisch zusammenfasst.
- 1975 1. WadJ: „10 Jahre Wilhelmshaven und Vichy“
- 1976 2. WadJ: „200 Jahre USA“
- 1977 3. WadJ: „Wilhelmshaven grüßt Polen“
- 1978 4. WadJ: „Österreich zu Gast in Wilhelmshaven“
- 1979 5. WadJ: „Großbritannien zu Gast in Wilhelmshaven“
- 1980 6. WadJ: „Ungarn zu Gast in Wilhelmshaven“
- 1981 7. WadJ: „Finnland zu Gast in Wilhelmshaven“
- 1982 8. WadJ: „Die Niederlande zu Gast in Wilhelmshaven“
- 1983 9. WadJ: „600 Jahre Sibetsburg“
- 1984 10. WadJ: „Freude, Frohsinn und Unterhaltung – direkt am Meer“
- 1985 11. WadJ: „20 Jahre Wilhelmshaven – Vichy“
- 1986 12. WadJ: „10 Jahre Städtepartnerschaft mit Norfolk/Virginia/USA“
- 1987 13. WadJ: „Norwegen zu Gast in Wilhelmshaven“
- 1988 14. WadJ: „Olé! Spanien zu Gast in Wilhelmshaven“
- 1989 15. WadJ: „10 Jahre Wilhelmshaven – Dunfermline“
- 1990 16. WadJ: „25 Jahre Partnerschaft Wilhelmshaven – Vichy“
- 1991 17. WadJ: „Kurs Europa“
- 1992 18. WadJ: „Nordrhein-Westfalen – Land der Vielfalt zu Gast in Wilhelmshaven“
- 1993 19. WadJ: „Partnerland Dänemark – Esbjerg zu Gast“
- 1994 20. WadJ: „125 Jahre Wilhelmshaven – Im Zeichen Internationaler Partnerschaft“
- 1995 21. WadJ: „Irland zu Gast in Wilhelmshaven“
- 1996 22. WadJ: „Wasser, Land, Luft“
- 1997 23. WadJ: „Von Militärtechnik bis Ballonfahrerromantik“
- 1998 24. WadJ: kein spezielles Motto
- 1999 25. WadJ: kein spezielles Motto
- 2000 26. WadJ: „EXPO am Meer – Wilhelmshavens Beitrag zur EXPO 2000 Hannover“
- 2001 27. WadJ: „PUR’es Vergnügen und maritimes Großereignis“
- 2002 28. WadJ: „Gauklerfestival, Misswahl und Jürgen W. Möllemann“
- 2003 29. WadJ: „Hexerei im Pumpwerk“
- 2004 30. WadJ: „Schottland zu Gast!“
- 2005 31. WadJ: „Frankreich zu Gast!“
- 2006 32. WadJ: „50 Jahre Deutsche Marine in Wilhelmshaven“
- 2007 33. WadJ: „100 Jahre Kaiser-Wilhelm-Brücke – Ansichten eines Industriedenkmals“
- 2008 34. WadJ: „Kurs Zukunft“
- 2009 35. WadJ: „100 Jahre Leuchtturm Arngast“ sowie als Unterthema „Historische Hafenbahn“
- 2010 36. WadJ: „Wilhelmshaven-Helgoland: Über 100 Jahre eine gute Verbindung“
- 2011 37. WadJ: „Feuerschiffe und Seezeichen“
- 2012 38. WadJ: „Maritime Vielfalt – vielfältig maritim“
- 2013 39. WadJ: „Nutzungsschiffe und Sonderfahrzeuge – 85 Jahre Senckenberg“
- 2014 40. WadJ: „Wilhelmshaven unter Dampf“
- 2015 41. WadJ: „50 Jahre Städtepartnerschaft – Vichy und Wilhelmshaven“
- 2016 42. WadJ: „Musik“
- 2017 43. WadJ: „Wind“
- 2018 44. WadJ: „Ahoi Wilhelmshaven“
- 2019: „Tag der Niedersachsen“, kein WadJ
- 2020: keine Veranstaltung wegen Corona-Pandemie
- 2021: keine Veranstaltung wegen Corona-Pandemie
- 2022 45. WadJ: kein spezielles Motto
- 2023 46. WadJ: kein spezielles Motto
- 2024 47. WadJ: kein spezielles Motto

## Programm

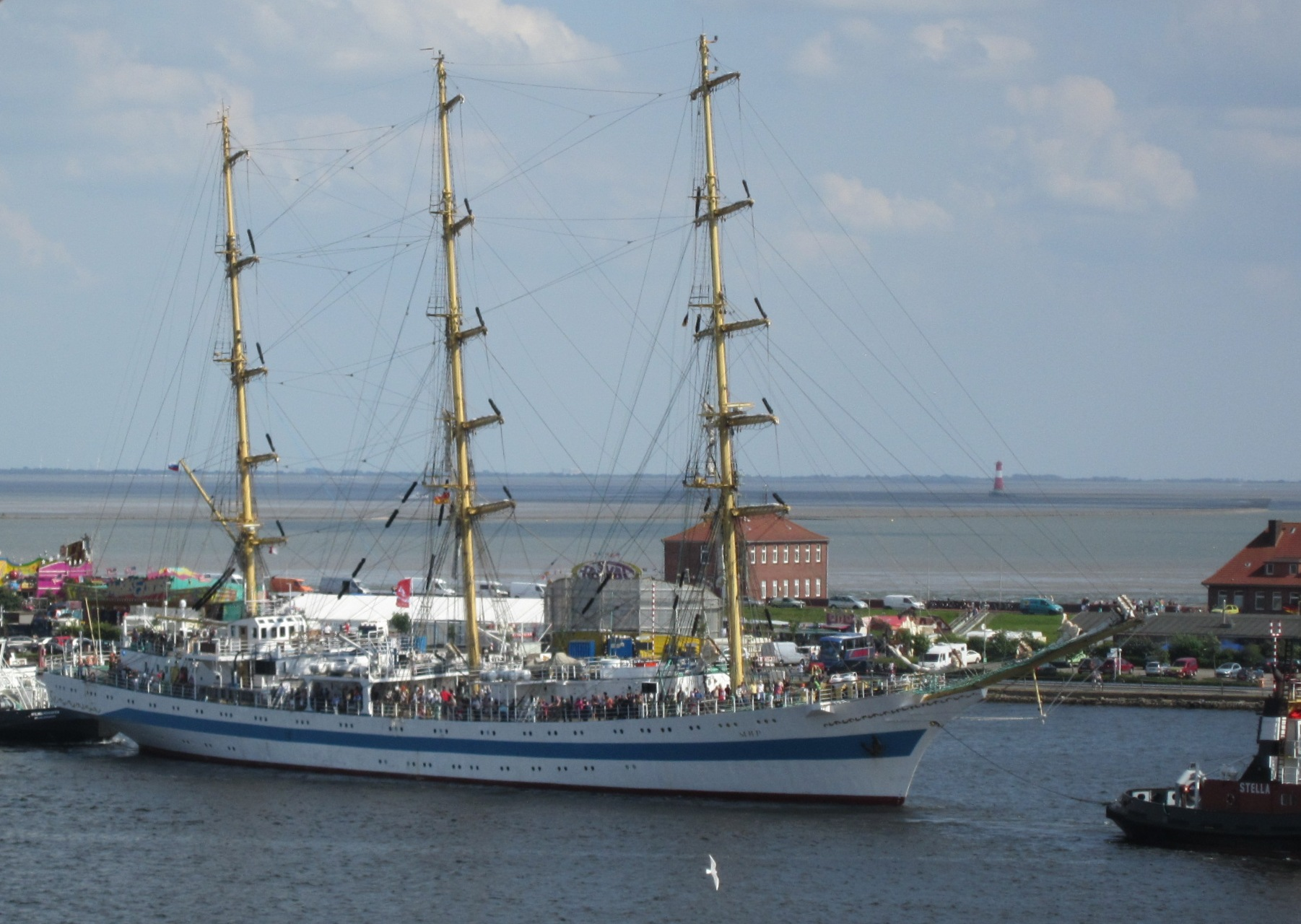
Blick über den Großen Hafen, den Südstrand und den Jadebusen vom WadJ-Riesenrad aus (2012)

Traditionelle Programmpunkte zum Wochenende an der Jade sind
- Traditionsschiffe: diverse nationale und internationale Großsegler, Dampf- und Museumsschiffe stellen sich vor, z. B. die Viermastbark Sedov, das Vollschiff Khersones, der Dreimastschoner Swaensborgh und der Dreimastsegler Atlantis; bis zur Überführung nach Stralsund auch die damalige Towarischtsch (heute wieder in Gorch Fock umbenannt)
- Marine: Tag der offenen Tür im Marinearsenal mit vielen nationalen und internationalen Marineeinheiten (Open Ship)
  - Festival der Polizeipuppenspieler
  - Drachenbootrennen beim Jade-Drachen-Cup
- Mittelalterliches Dorf am Kulturzentrum Pumpwerk
- Trödel- und Flohmärkte
- Festkirmes mit zahlreichen Musikbühnen und einem Gesamtüberblick über die Stadt und den Jadebusen vom Riesenrad aus
- Oldtimertreffen an der Wiesbadenbrücke
- Diverse Ausstellungen
- Großes Abschlusshöhenfeuerwerk (Sonntag Abend ab 23:00 Uhr)

2011 wurde erstmals ein Shuttle-Service (der „Sande-Express“) vom Bahnhof Sande (Friesland) mit dem Schienenbus der ehemaligen „Hümmlinger Kreisbahn“ auf der Südstrecke der ehemaligen Vorortbahn Wilhelmshaven zum Kulturzentrum Pumpwerk eingerichtet.

## Finanzierung
Die Finanzierung des Festes erfolgt grundsätzlich durch die Wilhelmshavener Touristik & Freizeit GmbH (WTF), die seit 1969 für das touristische Marketing Wilhelmshavens zuständig ist. Zur Unterstützung der Finanzierung setzt die WTF seit 2003 auf den Verkauf von Ansteckpins an die Festbesucher. Mit dem Erwerb der Ansteckpins sind verschiedene Ermäßigungen sowie die kostenfreie Nutzung der unterschiedlichen Transportmittel wie z. B. per Bus oder per Fähre verbunden. Der Erlös der Jade-Pins mit den jährlich wechselnden Motiven dient der Refinanzierung vieler Programmpunkte. Das große Abschlusshöhenfeuerwerk am Sonntag wird traditionell von der Sparkasse Wilhelmshaven gesponsert.